# Acrostichum schlimense
Acrostichum schlimense là một loài dương xỉ trong họ Pteridaceae. Loài này được Fée mô tả khoa học đầu tiên.